# Операция «Голубая звезда»

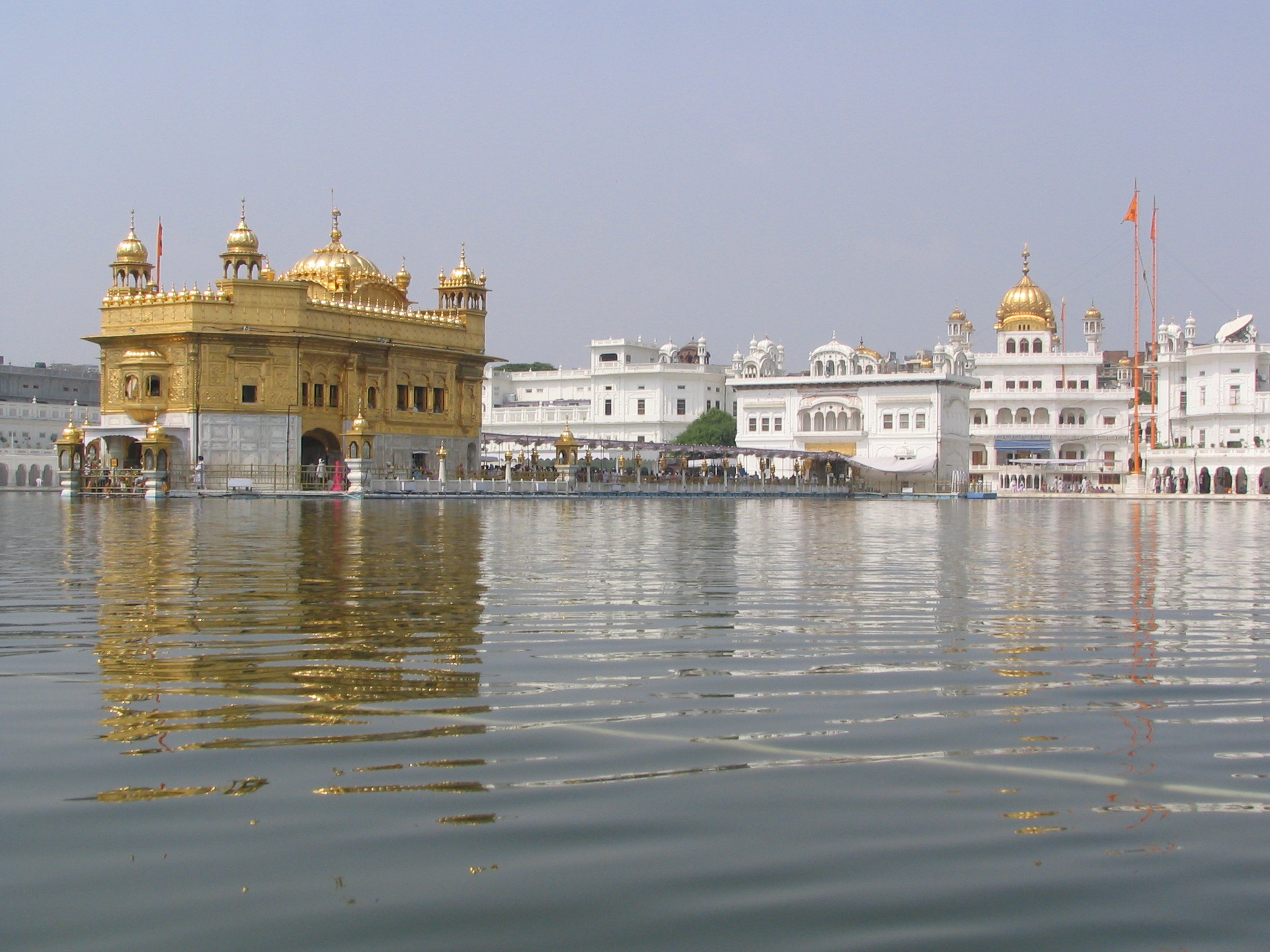
Вид на часть Золотого храма. Слева находится главное здание храма Акал Тахт, сильно пострадавшее от танкового обстрела в 1984 году

Операция «Голубая звезда» — военная операция индийской армии по уничтожению базы сикхских сепаратистов в Золотом храме (Амритсар) в июне 1984 года.
Успех операции был омрачён большими жертвами среди индийских военнослужащих и мирного населения. В долгосрочном плане «Голубая звезда» привела к росту сикхского терроризма и стала причиной убийства премьер-министра страны Индиры Ганди.
По оценке газеты The Times of India, штурм Золотого храма был, возможно, самой неоднозначной акцией в истории индийской армии.

## Предыстория
В 1981 году индийское правительство столкнулось с проблемой сикхского терроризма. Экстремистские организации сикхов требовали автономизации штата Пенджаб и создания там государства Халистан. Религиозным лидером сикхского экстремизма считался Джарнаил Сингх Биндранвал, формально не состоявший ни в каких организациях. В 1982 году Биндранвал поселился на территории Золотого храма в Амритсаре, главной святыни сикхов. В храме было налажено производство оружия и гранат. По мнению индийского правительства, Золотой храм превратился в базу сикхских террористов.
В конце мая 1984 года индийская армия начала развёртываться в Пенджабе для предстоящей операции. Подразделения 9-й пехотной дивизии окружили Золотой храм; между ними и находившимися внутри сикхскими боевиками периодически вспыхивали перестрелки. 3 июня в Пенджабе был введён комендантский час, прервана телефонная связь, прекращены транспортное сообщение и подача электроэнергии — штат оказался отрезан от внешнего мира. В средствах массовой информации вводилась цензура. Внутри Золотого храма были блокированы до 10 тыс. паломников, собравшихся там, чтобы отметить очередную годовщину мученичества Гуру Арджан Дэва.
Индийское правительство приняло решение о силовой операции по очистке Золотого храма от террористов. Штурмом руководил командующий 9-й дивизией генерал-майор Кульдип Сингх Брар. Участие в штурме для всех военнослужащих было добровольным, желающие могли отказаться.

## Штурм
Во второй половине дня 5 июня боевикам и паломникам было предложено покинуть храм; из него вышли 129 человек. Согласно официальной индийской версии, боевики удерживали паломников в качестве «живого щита». Основная фаза штурма, получившего название «Голубая звезда», началась в тот же день в 22 часа 30 минут. В операции принимали участие 6 пехотных батальонов, подразделение специального назначения и бронетехника.
Оборона Золотого храма была организована военным советником Биндранвала и бывшим генералом индийской армии Шахбегом Сингхом. Находившиеся на территории храма здания предоставляли оборонявшимся множество огневых точек. Индийские войска начали штурм с трёх сторон, сразу же столкнулись с отчаянным сопротивлением боевиков и стали нести большие потери. Попытка использовать с южной стороны бронетранспортёры OT-64 привела к тому, что одна машина была подбита из гранатомёта. Для подавления огневых точек противника были привлечены танки «Виджаянта», которые сначала вели только пулемётный огонь. Когда стало ясно, что этого недостаточно, было дано разрешение на использование башенных орудий.
К утру 6 июня основное сопротивление сикхских боевиков было сломлено. Вплоть до 9 июня индийские подразделения продолжали зачищать территорию храма от одиночных снайперов. Части боевиков удалось спастись, и армия продолжила их преследование в окрестностях Амритсара.

## Последствия
Согласно официальным индийским данным, в ходе штурма погибли 83 военнослужащих и 492 человека внутри храма — как боевики, так и мирные паломники, в том числе 30 женщин и 5 детей. В числе погибших были Биндранвал и Шахбег Сингх. По неофициальным данным, жертв было гораздо больше (до нескольких тысяч); как заявил находившийся в эмиграции сикхский экстремист Джагджит Сингх Чаухан, «более 10 000 человек были истреблены фашистским режимом госпожи Ганди». Золотой храм серьёзно пострадал в ходе боёв, особенно из-за танкового обстрела.
Позитивные последствия операции «Голубая звезда» назвать трудно, негативные же более очевидны. В индийской армии было отмечено массовое дезертирство военнослужащих-сикхов. Непосредственной местью за штурм Золотого храма стало убийство премьер-министра Индиры Ганди, совершённое её телохранителями-сикхами 31 октября 1984 года. В последующие годы сикхский терроризм только усилился.
Однако индийские военные сделали выводы из неудачного проведения операции. Когда в мае 1988 года Золотой храм вновь был занят экстремистами, армия прибегла к осаде и вынудила противника сдаться практически без кровопролития.

## Участие Великобритании в штурме
14 января 2014 года премьер-министр Великобритании Дэвид Кэмерон призвал расследовать роль Маргарет Тэтчер в штурме Золотого храма, после обращения председателя британского совета сикхов Гурмеля Сингха. Депутат от Лейбористской партии Том Уотсон заявил, что получил доступ к документам, из которых следует, что Тэтчер распорядилась, чтобы британский спецназ оказал помощь премьер-министру Индии Индире Ганди в борьбе с протестующими сикхами. Речь идет о переписке между Брайаном Фоллом и Хью Тейлором, которые были секретарями соответственно у министров иностранных и внутренних дел Джеффри Хау и Леона Бриттана. В одном из меморандумов, датированном 23 февраля 1984 года, Фолл пишет, что глава МИДа направил в Индию сотрудника спецназа, который помог местным военным составить план штурма храма. В послании подчеркивается, что отправку спецназовца лично одобрила премьер-министр Маргарет Тэтчер. Автор письма также попросил сохранить поездку офицера в строжайшей тайне. В противном случае, отмечает он, Великобритании грозят волнения в среде выходцев из Индии. Комментируя публикацию переписки, пресс-секретарь министерства иностранных дел Великобритании заявил, что ни Уильям Хейг, ни премьер-министр о существовании писем ничего не знали.
4 февраля министр иностранных дел Великобритании Уильям Хейг признал, что Великобритания консультировала власти Индии перед штурмом Золотого храма. В частности, он сказал, что: «Операция „Голубая звезда“, проведенная в реальности, представляла собой наземный штурм. В ней не были задействованы вертолеты. А следовательно — и это видно из документов — британский военный советник имел ограниченное влияние на подготовку операции». По словам Хейга, премьер-министр Маргарет Тэтчер отправила в Дели офицера элитного подразделения ВВС — Особой воздушной службы (SAS) для подготовки налета на храм с воздуха. Хейг подчеркнул, что офицер лишь давал советы, а его работа в Индии завершилась за три месяца до начала штурма, а также, что этот эпизод сотрудничества никак не был связан с продажей Индии британского вооружения.